# Notholca cinetura
Notholca cinetura är en hjuldjursart som beskrevs av Aleksandr Skorikov 1914.
Notholca cinetura ingår i släktet Notholca och familjen Brachionidae. Inga underarter finns listade i Catalogue of Life.